# Aleyrodes
Aleyrodes es un género de chinches de la familia Aleyrodidae, subfamilia Aleyrodinae. El nombre científico de este género es el primero válidamente publicado por Pierre André Latreille en 1796. La especie tipo es Aleyrodes proletella.

## Especies
Aleyrodes  contiene las siguientes especies:
- Aleyrodes albescens Hempel, 1922
- Aleyrodes amnicola Bemis, 1904
- Aleyrodes asari (Schrank, 1801)
- Aleyrodes asarumis Shimer, 1867
- Aleyrodes aureocincta Cockerell, 1897
- Aleyrodes baja Sampson, 1943
- Aleyrodes ciliata Takahashi, 1955
- Aleyrodes crataegi (Kiriukhin, 1947)
- Aleyrodes diasemus Bemis, 1904
- Aleyrodes elevatus Silvestri, 1934
- Aleyrodes essigi Penny, 1922
- Aleyrodes fodiens (Maskell, 1896)
- Aleyrodes gossypii (Fitch, 1857)
- Aleyrodes hyperici Corbett, 1926
- Aleyrodes japonica Takahashi, 1963
- Aleyrodes lactea (Zehntner, 1897)
- Aleyrodes latus Hempel, 1922
- Aleyrodes lonicerae Walker, 1852
- Aleyrodes millettiae Cohic, 1968
- Aleyrodes osmaroniae Sampson, 1945
- Aleyrodes philadelphi Danzig, 1966
- Aleyrodes proletella (Linnaeus, 1758)
- Aleyrodes pruinosus Bemis, 1904
- Aleyrodes pyrolae Gillette & Baker, 1895
- Aleyrodes shizuokensis Kuwana, 1911
- Aleyrodes singularis (Danzig, 1966)
- Aleyrodes sorini Takahashi, 1958
- Aleyrodes spiraeoides (Quaintance, 1900)
- Aleyrodes taiheisanus Takahashi, 1939
- Aleyrodes takahashii Ossiannilsson, 1966
- Aleyrodes tinaeoides (Blanchard, 1852)
- Aleyrodes winterae Takahashi, 1937
- Aleyrodes zygia Danzig, 1966